# 브리크역
브리크역(Brig)은 스위스 발레주에 있는 브리크글리스의 중요한 철도 교차로이다. 1878년에 개장한 이곳은 심플론 터널의 북쪽 입구에 인접해 있으며 두 개의 표준궤 노선이 있다. 또 다른 2개의 미터궤 노선은 물리적으로 인접한 브리크 광장역에 서비스를 제공한다.

## 역사
1878년 6월 18일 브리크로 서비스가 시작되었다. 그 당시 심플론 철도의 동쪽 종점이었다. 1906년 심플론 터널의 개통으로 심플론 철도 남동쪽이 이탈리아 도모도솔라까지 확장되었다.
브리크의 다른 표준궤 노선인 뢰치베르크 철도 노선은 1913년에 개통되었다. 이 노선은 뢰치베르크 터널을 포함하여 뢰치베르크 고개를 통해 베른과 브리크를 연결한다. 2007년에 이 노선은 뢰치베르크 베이스 터널을 통해 브리크 근처의 피스프와 베른 및 슈피츠를 연결하는 알프스(NRLA)를 통한 뉴레일웨이 링크(New Railway Link)로 대체되었다. NRLA 라인을 따라 피스프로 이동하는 기차는 일반적으로 심플론선을 통해 브리크로 계속 이동한다.

## 운행편
다음 서비스는 브리크에서 정차한다:
- 유로시티 / 인터시티 : 2시간마다 바젤 SBB행 열차; 유로시티 열차는 브리크에서 도모도솔라를 통해 밀라노 중앙역까지 계속 운행한다.
- 유로시티: 제네바역과 밀라노 중앙역 사이를 하루에 4번 운행하며, 한 대는 밀라노 중앙역에서 베네치아 산타루치아역까지 계속 운행한다.
- 인터레기오 :
  - 제네바 공항까지 30분 간격으로 기차가 있다.
  - 도모도솔라까지 하루에 3번의 기차.
- 레기오익스프레스 : 매시간 베른까지 기차가 운행되며 대부분의 기차는 브리크에서 도모도솔라까지 계속된다.
- 레기오 : 30분마다 몽테까지 운행하며 다른 모든 열차는 생젱골프까지 계속 운행한다.

## 같이 보기
- 스위스의 철도